# Diego Luna
Diego Luna, all'anagrafe Diego Dionisio Luna Alexander (Città del Messico, 29 dicembre 1979), è un attore, regista e produttore cinematografico messicano.
Interprete attivo a livello internazionale tanto in produzioni in lingua inglese (Frida, Dirty Dancing 2, The Terminal, Mister Lonely, Milk, Rogue One: A Star Wars Story, Flatliners - Linea mortale, Andor) quanto in quelle in lingua spagnola (Y tu mamá también - Anche tua madre, Soldados de Salamina, Nicotina, Sólo quiero caminar, Il bufalo della notte, Rudo y Cursi), è inoltre un regista politicamente impegnato, che ha realizzato lungometraggi, cortometraggi e documentari pluripremiati prodotti dalla Canana Films, casa di produzione e distribuzione cinematografica che lui stesso ha istituito insieme a Gael García Bernal, seguita dal Festival Ambulante Gira de documentales.

## Biografia
Luna nasce a Città del Messico il 29 dicembre del 1979, figlio di Alejandro Luna Ledesma, un noto architetto e scenografo messicano, e di Fiona Alexander, una costumista inglese di origini in parte scozzesi, deceduta in un incidente stradale quando lui aveva due anni. Luna trascorre gran parte della sua infanzia insieme a una balia di nazionalità straniera che gli trasmette interesse per la politica. All'età di 6 anni il padre lo incoraggia a studiare recitazione. Figura chiave della sua infanzia e della sua carriera è Gael García Bernal. I due attori erano soliti vedersi sin dai primi mesi di vita perché le loro madri erano legate da una stretta amicizia. Insieme hanno condiviso le passioni (per il cinema, il calcio e la politica) e i loro progetti cinematografici.

### Carriera

#### Attore
Luna inizia a recitare in teatro all'età di sei anni. A dieci anni debutta in televisione comparendo in alcuni film e telenovelas quali Un amore di nonno e El premio mayor. Fra il 1998 e il 2000 prende parte a film di rilievo come Un dulce olor a muerte di Gabriel Retes, Todo el poder e Prima che sia notte di Julian Schnabel, con Javier Bardem candidato all'Oscar come miglior attore. La prima grande svolta della sua carriera avviene nel 2001 quando il regista Alfonso Cuarón gli affida la parte del giovane Tenoch in Y tu mamá también - Anche tua madre al fianco di Gael García Bernal. Il film riscuote un successo globale, viene candidato agli Oscar e ai Bafta, e sia Luna che García Bernal si aggiudicano il Premio Marcello Mastroianni alla 58ª Mostra cinematografica di Venezia presieduta da Nanni Moretti.
Dopo il successo del film, Luna inizia a recitare anche in produzioni hollywoodiane. Ruoli minori includono Alejandro in Frida (la biopic di Frida Kahlo premiata con un doppio Oscar), Sancho de Il cacciatore delle tenebre con Jon Bon Jovi e Button in Open Range di Kevin Costner. Nel 2004, Luna ottiene il suo primo ruolo da protagonista in un film hollywoodiano con Dirty Dancing 2, prequel del film culto del 1987 Dirty Dancing - Balli proibiti. Nel film veste i panni di un ballerino cubano di nome Javier che insegna danza ad una studentessa statunitense interpretata da Romola Garai. In seguito ha interpretato ruoli di supporto in film diretti da celeberrimi registi (Steven Spielberg e Gus Van Sant), ed è entrato nel cast principale nei film d'azione Criminal, Fade to Black, Contraband e Elysium. Nel 2014 ha prestato la sua voce al personaggio principale del film di animazione Il libro della vita. In Europa è stato inoltre protagonista della commedia di Harmony Korine intitolata Mister Lonely, nella quale interpreta il bizzarro ruolo del sosia di Michael Jackson, ed ha ottenuto un ruolo principale nel film francese Blood Father con Mel Gibson.
Per quanto riguarda il cinema latino americano o in lingua spagnola, dopo il successo di Y tu mamá también Luna è stato interprete di numerose pellicole diventando uno degli attori messicani più popolari. I suoi maggiori successi includono ruoli da protagonista in Nicotina, thriller messicano di Hugo Rodríguez vincitore di 6 premi Ariel, Solo quiero caminar, El búfalo de la noche e Rudo y Cursi, al fianco di Gael García Bernal. Un'altra pellicola che lo vede recitare insieme a García Bernal è Casa de mi padre, film per il quale vince un premio Imagen come miglior attore non protagonista.
Nel 2016 Luna raggiunge un nuovo record di popolarità, interpretando il co-protagonista Cassian Andor nel film statunitense Rogue One: A Star Wars Story, spin-off della saga di Guerre stellari. Il film è ambientato negli anni tra Star Wars: Episodio III - La vendetta dei Sith e Star Wars: Episodio IV - Una nuova speranza. Nel settore della musica, Luna è stato protagonista nel 2011 del video musicale di The One That Got Away, brano di Katy Perry tratto dall'album Teenage Dream. Il video di genere drammatico è diretto da Floria Sigismondi.

#### Regista e produttore
Dopo il debutto alla regia con il docufilm J.C.Chavez, a proposito del pugile messicano Julio César Chávez, Luna si cimenta nel genere narrativo. Il suo primo lungometraggio di questo tipo, Abel, è stato prodotto da Gael García Bernal e John Malkovich e racconta le difficoltà mentali cui va incontro un bambino messicano di 9 anni dopo essere stato abbandonato dal padre. Il suo film successivo, Cesar Chávez, girato nel 2012, è una biopic in lingua inglese dedicata a César Chávez, un politico statunitense figlio di immigrati messicani che fondò il primo sindacato nazionale dei contadini. Nel 2016 il Sundance Film Festival ha presentato in anteprima il terzo film di Luna intitolato Mr Pig. È la storia di un allevatore messicano che insieme alla figlia e al suo maialino Howard decide di partire per un viaggio on the road attraverso il Messico, alla ricerca di una nuova casa lontana dalla minaccia degli allevamenti intensivi.
Nel 2005, Luna, García Bernal e il produttore Pablo Cruz hanno creato la Canana Films, una società di produzione e distribuzione cinematografica e televisiva specializzata in film dal contenuto sociopolitico. I film diretti da Diego Luna sono stati prodotti dalla Canana. Nello stesso anno, Luna e García Bernal hanno istituito il Festival Ambulante Gira de documentales, il più importante festival di cinema documentario dell'America Latina dententore del premio WOLA per i diritti umani.
In qualità di membro della giuria principale, Luna è stato chiamato ad esprimere le proprie preferenze al Sundance Film Festival 2008, al Festival del cinema di San Sebastián 2013, al Festival di Cannes 2016 e al Festival di Berlino 2017. In seguito alla vittoria del premio WOLA per i diritti umani grazie al Festival Ambulante, è diventato inoltre membro del consiglio di amministrazione WOLA.

## Vita privata
Luna ha una sorellastra paterna di nome María, nata 14 anni prima di lui. Il 5 febbraio 2008 Luna si è sposato con l'attrice messicana Camila Sodi. La coppia ha due figli, Jerónimo nato il 9 agosto 2008 e Fiona nata il 1º luglio 2010. Nel mese di marzo 2013 i due attori decidono di separarsi di comune accordo. Dal 2016 fino al 2018 ha frequentato l'attrice Suki Waterhouse, conosciuta sul set di The Bad Batch.

## Filmografia

### Attore

#### Cinema
- Antonieta, regia di Carlos Saura (1982) – non accreditato
- Ámbar, regia di Luis Estrada (1994)
- Un hilito de sangre, regia di Erwin Neumaier (1995)
- Morena, regia di Jorge Ramírez Suárez (1995)
- El cometa, regia di José Buil (1999)
- Un dulce olor a muerte, regia di Gabriel Retes (1999)
- Todo el poder, regia di Fernando Sariñana (2000)
- Prima che sia notte (Before Night Falls), regia di Julian Schnabel (2000)
- Y tu mamá también - Anche tua madre (Y tu mamá también), regia di Alfonso Cuarón (2001)
- Atlético San Pancho, regia di Gustavo Loza (2001)
- Ciudades oscuras, regia di Fernando Sariñana (2002)
- Frida, regia di Julie Taymor (2002)
- Il cacciatore delle tenebre (Vampires: Los Muertos), regia di Tommy Lee Wallace (2002)
- Soldados de Salamina, regia di David Trueba (2003)
- Carambola, regia di Kurt Hollander (2003)
- Terra di confine - Open Range (Open Range), regia di Kevin Costner (2003)
- Nicotina, regia di Hugo Rodríguez (2003)
- Dirty Dancing 2 (Dirty Dancing: Havana Nights), regia di Guy Ferland (2004)
- The Terminal, regia di Steven Spielberg (2004)
- Criminal, regia di Gregory Jacobs (2004)
- Sólo Dios sabe, regia di Carlos Bolado (2006)
- Un mundo maravilloso, regia di Luis Estrada (2006)
- Fade to Black, regia di Oliver Parker (2006)
- Il bufalo della notte, regia di Jorge Hernandez Aldana (2007)
- Mister Lonely, regia di Harmony Korine (2007)
- Milk, regia di Gus Van Sant (2008)
- Sólo quiero caminar, regia di Agustín Díaz Yanes (2008)
- Rudo y Cursi, regia di Carlos Cuarón (2008)
- Contraband, regia di Baltasar Kormákur (2012)
- Casa de mi padre, regia di Matt Piedmont (2012)
- Elysium, regia di Neill Blomkamp (2013)
- Blood Father, regia di Jean-François Richet (2016)
- Rogue One: A Star Wars Story (Rogue One), regia di Gareth Edwards (2016)
- The Bad Batch, regia di Ana Lily Amirpour (2016)
- Flatliners - Linea mortale (Flatliners), regia di Niels Arden Oplev (2017)
- Se la strada potesse parlare (If Beale Street Could Talk), regia di Barry Jenkins (2018)
- Berlin, I Love You (2019)
- Un giorno di pioggia a New York (A Rainy Day in New York), regia di Woody Allen (2019)
- Vagando nell'oscurità (Wander Darkly), regia di Tara Miele (2020)
- Kiss of the Spider Woman, regia di Bill Condon (2025)

#### Televisione
- Carrusel – serie TV, episodio 1x01 (1989)
- Un amore di nonno (El abuelo y yo) – serie TV, 3 episodi (1992)
- Ángeles sin paraíso – serie TV, 3 episodi (1992)
- El premio mayor – serie TV, 3 episodi (1995)
- El amor de mi vida – serie TV, episodio 1x01 (1998)
- La vida en el espejo – serie TV, episodio 1x01 (1999)
- Fidel - La storia di un mito – miniserie TV (2002)
- Gritos de muerte y libertad – serie TV, episodi 1x12-13 (2010)
- Narcos: Messico (Narcos: Mexico) – serie TV (2018-2021)
- Andor – serie TV, 23 episodi (2022-2025)
- Máquina - Il pugile (La Máquina), regia di Gabriel Ripstein – miniserie TV (2024)

#### Cortometraggi
- El último fin de año, regia di Javier Bourges (1991)
- 1, 2, 3 por mi, regia di Lucía Gajá (1997)
- Perriférico, regia di Paula Markovitch (1999)
- Todos los aviones del mundo, regia di Lucía Gajá (2001)

#### Video musicali
- The One That Got Away di Katy Perry (2011)

#### Teatro
- El rapto de las estrellas – di Teresa Suárez con Gael García Bernal (1990)[21]
- Festen, la celebración – di Thomas Vinterberg con José María Yazpik (2006)[22]
- El buen canario – di Zach Helm con John Malkovich (2008)[23]

### Doppiatore
- Il libro della vita (The Book of Life), regia di Jorge R. Gutierrez (2014)
- Trollhunters - I racconti di Arcadia (Trollhunters: Tales of Arcadia) – serie animata, episodi 3x09-3x12 (2018)
- 3 in mezzo a noi - I racconti di Arcadia (3Below: Tales of Arcadia) – serie animata, 26 episodi (2018-2019)
- Trollhunters - L'ascesa dei Titani (Trollhunters: Rise of the Titans), regia di Johane Matte, Francisco Ruiz-Velasco e Andrew L. Schmidt (2021)
- DC League of Super-Pets, regia di Jared Stern (2022)

### Regista
- J.C. Chávez – documentario (2007)
- Abel (2010)
- Revolución – segmento Pacífico (2010)
- Drifting – cortometraggio co-regia Gael García Bernal (2013)
- Cesar Chavez (2014)
- Mr. Pig (2016)

### Produttore
- Drama/Mex – regia di Gerardo Naranjo (2006)
- Déficit – regia di Gael García Bernal (2007)
- Abel – regia di Diego Luna (2010)
- Cesar Chavez – regia di Diego Luna (2014)
- Las elegidas – regia di David Pablos (2015)
- Mr. Pig – regia di Diego Luna (2016)

## Riconoscimenti
- Mostra internazionale d'arte cinematografica di Venezia
  - 2001: Premio Marcello Mastroianni per Y tu mamá también
- Festival internazionale del cinema di Valdivia
  - 2002: Migliore attore per Y tu mamá también
- MTV Movie Awards – America Latina
  - 2002: Migliore insulto (a Gael García Bernal) per Y tu mamá también
  - 2002: Miglior bacio (a Maribel Verdú) per Y tu mamá también
  - 2002: Candidatura al miglior bacio (a Gael García Bernal) per Y tu mamá también
- MTV Movie Awards – Messico
  - 2004: Migliore attore per Nicotina
  - 2004: Peggior fumatore per Nicotina
  - 2004: Miglior Diego Luna in un film con Diego Luna per Nicotina
  - 2004: Candidatura all'attore più sexy (turn-on) per Nicotina
- Screen Actors Guild Award
  - 2009: Miglior cast per Milk
- Critics' Choice Awards
  - 2009: Candidatura al miglior cast per Milk
- Premio Ariel
  - 2009: Candidatura al miglior attore per Rudo y Cursi
  - 2011: Candidatura al miglior regista per Abel
  - 2011: Migliore sceneggiatura originale per Abel
- Premio ALMA
  - 2014: Speciale talento per il cinema per Cesar Chavez
- Premio Goya
  - 2009: Candidatura al miglior attore per Sólo quiero caminar
- Cinema Writers Circle Awards
  - 2009: Candidatura al miglior attore per Sólo quiero caminar
- Festival del cinema americano di Deauville
  - 2010: Candidatura al miglior regista per Abel
- Edinburgh International Film Festival
  - 2016: Candidatura al miglior regista per Mr. Pig
- Imagen Awards
  - 2012: Miglior attore non protagonista per Casa de mi padre
  - 2015: Candidatura al miglior doppiaggio per Il libro della vita
  - 2017: Migliore attore protagonista per Rogue One: A Star Wars Story
- Saturn Award
  - 2017: Candidatura al miglior attore per Rogue One: A Star Wars Story
- Kids' Choice Awards
  - 2017: Candidatura alla migliore squadra per Rogue One: A Star Wars Story
- Teen Choice Awards
  - 2017: Candidatura al miglior attore Sci-Fi per Rogue One: A Star Wars Story

## Doppiatori italiani
Nelle versioni in italiano delle opere in cui ha recitato, Diego Luna è stato doppiato da:
- Francesco Venditti in Dirty Dancing 2, Rogue One: A Star Wars Story, Andor
- Nanni Baldini in Frida, Elysium, Vagando nell'oscurità
- Massimiliano Alto in Y tu mamá también - Anche tua madre, The Terminal
- Simone Crisari ne Il cacciatore delle tenebre
- Alessio De Filippis in Terra di confine - Open Range
- Francesco Bulckaen in Nicotina
- Davide Perino in Criminal
- Francesco Pezzulli in Milk
- Diego Suarez in Contraband
- Flavio Aquilone in Flatliners - Linea mortale
- David Chevalier in Blood Father
- Alessandro Budroni in Se la strada potesse parlare
- Davide Capone in Berlin, I Love You
- Jacopo Venturiero in Un giorno di pioggia a New York
- Luigi Rosa in Máquina: il pugile

Da doppiatore è sostituito da:
- Alex Polidori in Trollhunters - I racconti di Arcadia, 3 in mezzo a noi - I racconti di Arcadia, Trollhunters - L'ascesa dei Titani
- David Chevalier ne Il libro della vita
- Stefano Brusa in DC League of Super-Pets